# سارق بانک (فیلم)
سارق بانک (انگلیسی: Bank Robber) فیلمی است که در سال ۱۹۹۳ منتشر شد.

## بازیگران
- پاتریک دمپسی
- لیزا بونت
- جاج رینهولد
- فارست ویتاکر
- ماریسکا هارگیتای
- مارک پلگرینو
- مایکل جیتر
- اولیویا دابو
- پائولا کلی